# Helke Sander

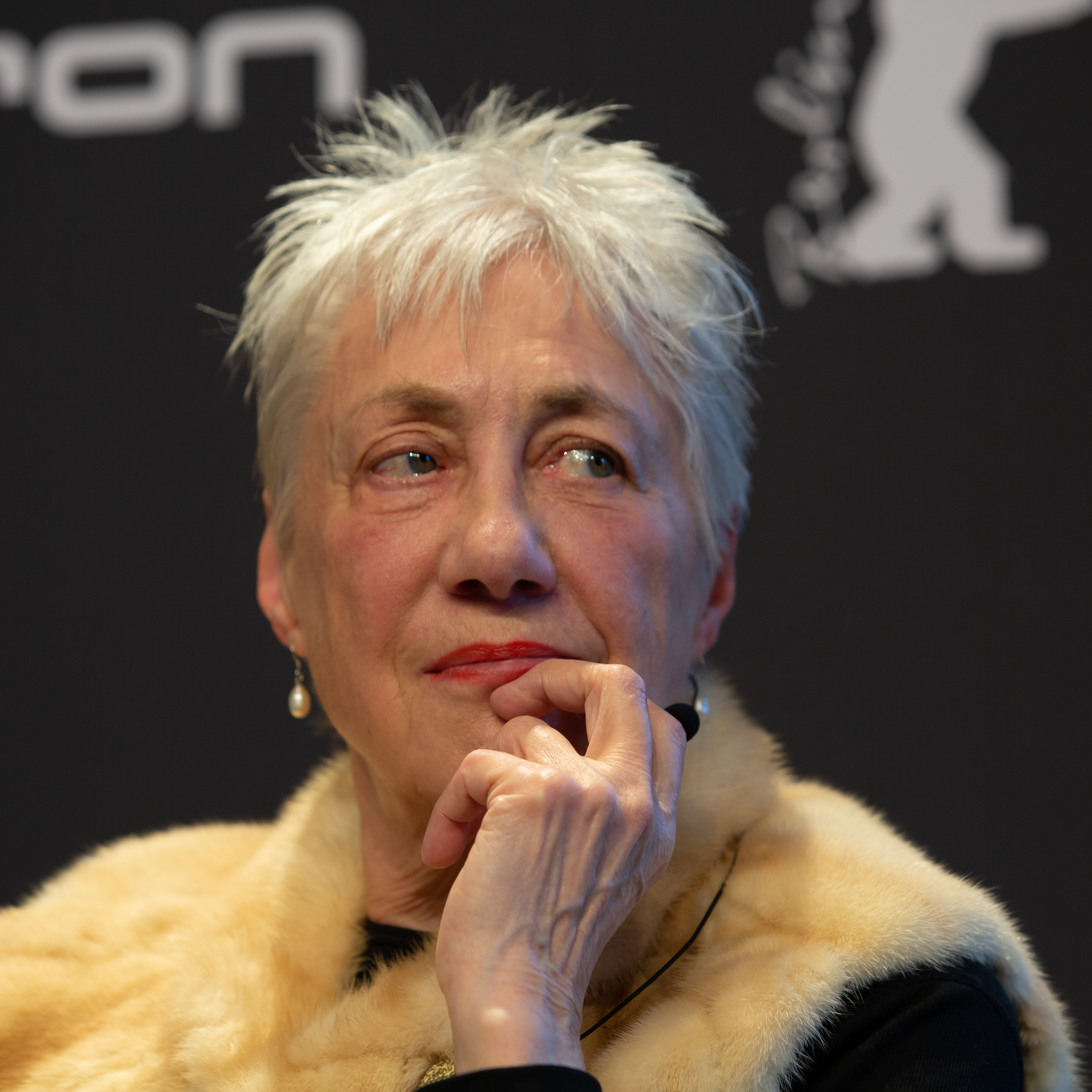
Helke Sander auf der Berlinale 2019

Helke Sander (* 31. Januar 1937 in Berlin) ist eine deutsche feministische Filmemacherin und Autorin.

## Beruflicher Werdegang
Ihre Eltern waren der Ingenieur Karl Sander und seine Ehefrau Erika. Ihr jüngerer Bruder war der Verleger und Autor Hartmut Sander (1942–2024). Nach dem Abitur in Remscheid besuchte Helke Sander 1957/56 die Schauspielschule der Hamburger Kammerspiele. Sie heiratete 1959 den finnischen Schriftsteller Markku Lahtela, im selben Jahr wurde ihr Sohn Silvo geboren. Von 1960 bis 1962 studierte sie Germanistik und Psychologie an der Universität Helsinki. Sie veranstaltete Happenings und Improvisationen und inszenierte Bühnenstücke am finnischen Arbeitertheater sowie als reisende Regisseurin in Finnland und Schweden. Ab 1964 arbeitete sie auch für das finnische Fernsehen.
1965 kehrte Sander nach Berlin zurück, wo ihr Regieaufträge verweigert wurden. Von 1966 bis 1969 studierte sie an der Deutschen Film- und Fernsehakademie Berlin und arbeitete neben dem Studium als Übersetzerin und Reporterin. 1968 gründete sie zusammen mit anderen Frauen den Aktionsrat zur Befreiung der Frauen und initiierte auch die Kinderladenbewegung. Als Vertreterin des Aktionsrates hielt sie bei der Delegiertenkonferenz des SDS am 13. September 1968 eine Rede. Darauf folgte der berühmte Tomatenwurf von Sigrid Rüger, der als Auftakt der Frauenbewegung in der Bundesrepublik gilt.
1971 gründete Helke Sander die Frauengruppe ‚Brot und Rosen‘, beschäftigte sich mit dem Thema Geburtskontrolle und kämpfte gegen die Anti-Abtreibungsgesetze. Gemeinsam mit Claudia von Alemann organisierte sie das Erste internationale Frauenfilmseminar, das 1973 in Berlin stattfand. 1974 gründete sie die Zeitschrift Frauen und Film, die erste feministische Filmzeitschrift in Europa, die sie bis 1981 herausgab.
1974/75 erhielt sie einen Lehrauftrag an der Hochschule für bildende Künste Hamburg, 1980 an der DFFB. Von 1981 bis 2001 war sie Professorin an der HfbK Hamburg, von 1984 bis 1990 Mitglied der West-Berliner Akademie der Künste, seit 2016 ist sie Mitglied der Akademie der Künste Berlin.
Sie ist Erstunterzeichnerin des Offenen Brief an Bundeskanzler Scholz vom 29. April 2022, der sich aus Sorge vor einem Weltkrieg gegen die Lieferung schwerer Waffen an die Ukraine im Zusammenhang russischen Überfalls auf die Ukraine 2022 ausspricht. Im Februar 2023 war sie Erstunterzeichnerin der von Sahra Wagenknecht und Alice Schwarzer initiierten Petition Manifest für Frieden, die sich ebenfalls im Kontext des Russischen Überfalls auf die Ukraine für Diplomatie und Verhandlungen und humanitäre Hilfe ausspricht, und gegen weiter „eskalierende Waffenlieferungen“ an die Ukraine, da ein lang andauernder Krieg unzählige weitere Menschen töte und traumatisiere, sowie aus Sorge vor einer Ausweitung zu einem Dritten Weltkrieg.

## Filmisches Schaffen
Sander sah sich zunächst als Teil der Studentenbewegung. 1967/68 entstand ihr Dokumentarfilm Brecht die Macht der Manipulateure!, mit dem sie die Kampagne gegen den Springer-Konzern unterstützte. Dabei stellte sie fest, dass es in 30 Arbeitskreisen keinen gab, der sich mit der direkten Beeinflussung von Frauen durch die Presse auseinandersetzte.
Sanders filmisches Schaffen ist seither untrennbar mit ihrem feministischen Engagement verbunden. So thematisiert etwa Eine Prämie für Irene, der 1971 als Auftragsarbeit für den WDR entstand, und die konfliktbehaftete Doppelrolle der Frau am Arbeitsplatz und im privaten Bereich darstellte. 1972 drehte sie zusammen mit Sarah Schumann den Film Macht die Pille frei?, im darauf folgenden Jahr mit Männerbünde eine weitere Zusammenarbeit. Ihr erster Spielfilm Die allseitig reduzierte Persönlichkeit – Redupers (1978) zählt zu den wichtigsten feministischen Filmen der 1970er Jahre. Sander spielte im Film die Hauptfigur Edda Chiemnyjewski, eine freiberufliche Pressefotografin. Die männliche Hauptrolle übernahm Frank Burckner. Viel Beachtung fand der Dokumentarfilm BeFreier und Befreite (1992) über die von Soldaten der Roten Armee begangenen Vergewaltigungen während der letzten Kriegs- und ersten Nachkriegswochen, der teilweise kontrovers diskutiert wurde. 1997 entstand der Spielfilm Dazlak – Skinhead, für den Helke Sander gemeinsam mit ihrem Sohn Silvo auch das Drehbuch verfasste.

## Filmografie
- 1966: Thérèse Raquin (Regieassistenz)
- 1967: 3000 Häuser (Darstellerin)
- 1967: Subjektitüde (Regie und Drehbuch)
- 1967: Silvo (Regie und Drehbuch)
- 1967: Brecht die Macht der Manipulateure! (Regie und Drehbuch)
- 1968: Die rote Fahne
- 1969: Die Worte des Vorsitzenden (Regieassistenz)
- 1969: Nicht löschbares Feuer (Regieassistenz)
- 1970: Kinder sind keine Rinder (Regie, Drehbuch und Kamera)
- 1971: Eine Prämie für Irene (Regie und Drehbuch)
- 1973: Männerbünde (Regie und Drehbuch)
- 1973: Macht die Pille frei? (Regie und Drehbuch)
- 1977: Unsichtbare Gegner (Darstellerin)
- 1978: Die allseitig reduzierte Persönlichkeit – Redupers (Regie, Drehbuch und Darstellerin)
- 1981: Der subjektive Faktor (Regie und Drehbuch, Produktion und Erzählerin)
- 1981: Wie geht das Kamel durchs Nadelöhr?
- 1983: Die Gedächtnislücke – Filmminiaturen über den alltäglichen Umgang mit Giften (Regie und Drehbuch)
- 1983: Fräulein Berlin (Darstellerin)
- 1984: Der Beginn aller Schrecken ist Liebe (Regie, Drehbuch und Darstellerin)
- 1984: Vater und Sohn (Darstellerin)
- 1985: Nr. 1 – Aus Berichten der Wach- und Patrouillendienste (Regie und Drehbuch)
- 1986: Sieben Frauen – Sieben Todsünden (Seven Women, Seven Sins, Segment Völlerei? Füttern!); (Regie und Drehbuch)
- 1986: Nr. 8 – Aus Berichten der Wach- und Patrouillendienste (Regie und Drehbuch)
- 1987: Nr. 5 – Aus Berichten der Wach- und Patrouillendienste (Regie und Drehbuch)
- 1988: Felix (Segment Muss ich aufpassen?); (Regie und Drehbuch)
- 1989: Die Meisen von Frau S. (Regie, Drehbuch und Produktion)
- 1989: Die Deutschen und ihre Männer – Bericht aus Bonn (Regie, Drehbuch, Schnitt und Produktion)
- 1992: BeFreier und Befreite (Regie und Drehbuch)[2]
- 1992: Des Lebens schönste Seiten (Darstellerin)
- 1997: Dazlak – Skinhead (Regie und Drehbuch)
- 1999: Muttertier – Muttermensch (Regie, Drehbuch und Schnitt)
- 2001: Dorf (Regie, Drehbuch, Schnitt und Produktion)
- 2002: Bungalow (Darstellerin)
- 2005: Mitten im Malestream (Regie und Drehbuch)
- 2023: Helke Sander: Aufräumen (Darstellerin)

## Veröffentlichungen (Auswahl)
- 1. versuch. die richtigen fragen zu finden. Flugblatt, Februar 1968. Abgedruckt in: Ilse Lenz (Hrsg.): Die Neue Frauenbewegung in Deutschland. 2., aktualisierte Auflage, VS Verlag, Wiesbaden 2010. S. 53–57. Flugblatt im Archiv FrauenMediaTurm Köln (PD-FB 01)
- Helke Sander (aktionsrat zur befreiung der frauen). Rede vor der 23. Delegiertenkonferenz des SDS als Vertreterin des Aktionsrates zur Befreiung der Frauen am 13. September 1968. Abgedruckt in: Ilse Lenz (Hrsg.): Die Neue Frauenbewegung in Deutschland. 2., aktualisierte Auflage, VS Verlag, Wiesbaden 2010. S. 57–61.[7]
- Die Geschichten der drei Damen K. Frauenbuchverlag, München 1987, ISBN 3-88897-123-3.
- Oh Lucy. Erzählung. Kunstmann, München 1991, ISBN 3-88897-044-X.
- BeFreier und Befreite. Krieg, Vergewaltigungen, Kinder (gemeinsam mit Barbara Johr als Hrsg.). München 1992 (Kunstmann Verlag), ISBN 3-88897-060-1.
- Fantasie und Arbeit. Biografische Zwiesprache (gemeinsam mit Iris Gusner). Schüren, Marburg 2009, ISBN 978-3-89472-692-8.
- Der letzte Geschlechtsverkehr und andere Geschichten über das Altern, München 2011 (Kunstmann Verlag), ISBN 978-3-88897-728-2.

## Ehrungen
- 1978: 1. Preis beim Filmfestival Hyères für Redupers
- 1978: Prix de l'Âge d'or, Internationale Filmfestspiele Brüssel für Redupers
- 1981: ISDAP Prize, Venedig, für Der subjektive Faktor
- 1984: Bundesfilmpreis, Filmband in Gold für No. 1 – Aus Berichten der Wach- und Patrouillendienste
- 1985: Int. Filmfestspiele Berlin, Goldener Bär für No. 1 – Aus Berichten der Wach- und Patrouillendienste
- 2024: Ehrenpreis für die Verdienste um die Filmkultur und das Filmerbe für Helke Sander[8]

## Sekundärliteratur
in der Reihenfolge des Erscheinens
- Wolfgang Jacobsen: Helke Sander – Filmmacherin, Schauspielerin. In: CineGraph – Lexikon zum deutschsprachigen Film, Lieferung 5, 1985.
- Brigitte Tast: Der subjektive Faktor (Helke Sander). In: Linde Fröhlich, Brigitte Tast: Das Private wird öffentlich. Filme von Frauen. Träume. Zentrum, Lübeck 1988, ISBN 3-923814-31-3, S. 29–44.
- Kay Weniger: Das große Personenlexikon des Films. Die Schauspieler, Regisseure, Kameraleute, Produzenten, Komponisten, Drehbuchautoren, Filmarchitekten, Ausstatter, Kostümbildner, Cutter, Tontechniker, Maskenbildner und Special Effects Designer des 20. Jahrhunderts. Band 7: R – T. Robert Ryan – Lily Tomlin. Schwarzkopf & Schwarzkopf, Berlin 2001, ISBN 3-89602-340-3, S. 36.
- Michael Töteberg (Red.): Helke Sander: Mit den Füßen auf der Erde, mit dem Kopf in den Wolken (Reihe Kinemathek, Nr. 97). Freunde der Deutschen Kinemathek e. V., Berlin 2003, ISBN 3-927876-21-6.
- Achim Lengerer, Janine Sack (Hg.): Helke Sander: I like chaos, but I don't know whether chaos likes me. Eeclectic, Berlin 2021, ISBN 978-3-947295-63-0 (e-pub), Scriptings / Archive Books, Berlin 2021, ISBN 978-3-948212-79-7 (Buch).